# Винцендорф-Мутманнсдорф
Винцендорф-Мутманнсдорф (нем. Winzendorf-Muthmannsdorf) — ярмарочная коммуна (нем. Marktgemeinde) в Австрии, в федеральной земле Нижняя Австрия.
Входит в состав округа Винер-Нойштадт. Население составляет 1812 человек (на 31 декабря 2005 года). Занимает площадь 16,16 км². Официальный код — 3 23 36.

## Политическая ситуация
Бургомистр коммуны — Хайнрих Кофлер (UBL) по результатам выборов 2005 года.
Совет представителей коммуны (нем. Gemeinderat) состоит из 19 мест.
- Партия UBL занимает 10 мест.
- СДПА занимает 6 мест.
- АНП занимает 3 места.